# Major League Baseball 1898
Major League Baseball 1898 vanns av Boston Beaneaters efter att ha vunnit National League. Någon finalserie spelades inte.

## National League
|                       | V   | F   | %    |
| --------------------- | --- | --- | ---- |
| Boston Beaneaters     | 102 | 47  | .685 |
| Baltimore Orioles     | 96  | 53  | .644 |
| Cincinnati Reds       | 92  | 60  | .605 |
| Chicago Oprhans       | 85  | 65  | .567 |
| Cleveland Spiders     | 81  | 68  | .544 |
| Philadelphia Phillies | 78  | 71  | .523 |
| New York Giants       | 77  | 73  | .513 |
| Pittsburgh Pirates    | 72  | 76  | .486 |
| Louisville Colonels   | 70  | 81  | .464 |
| Brooklyn Bridegrooms  | 54  | 91  | .372 |
| Washington Senators   | 51  | 101 | .336 |
| St. Louis Browns      | 39  | 111 | .260 |

## Källa
Den här artikeln är helt eller delvis baserad på material från engelskspråkiga Wikipedia.